# Edessa (Grčka)
Edessa (grčki: Έδεσσα, makedonski: Воден, Voden) je glavni grad prefekture Pella na sjeverozapadu periferije Središnje Makedonije u Grčkoj.
To je grad čija prošlost seže u vrijeme antike, danas je trgovački i administrativni centar kraja bogatog jezerima, vodoskocima i brojnim vodotocima.

## Porijeklo imena
Ime grada Edessa po jednoj teoriji,  vjerojatno potječe od frigijske (frigijski jezik) riječi bedu (voda). Edessa je grad voda, zbog brojnih izvora i vodopada kojih ima i po centru mjesta. Najstarije slavensko(makedonsko) ime mjesta bilo je Vodeno(mjesto na vodi), koje je deriviralo do današnjeg Voden. Turci su ovo mjesto zvali  Edessa, Vodine ili Vodina, a Vlasi su ovaj grad nazivali  Edessa, Vudena ili Vodina. Ime Edessa upotrijebio je makedonski vojskovođa Seleuk I. Nikator za novoosnovani grad u sjevernoj Mezopotamiji Edessa.

## Povijest
Arheološki ostatci starijeg antičkog grada, nalaze se ispod današnje Edesse.
Grad je dobio na značaju u I st.n.e. kada je pored njega prolazila važna antička prometnica Via Egnatia. Vrlo se malo zna o životu naselja poslije 500 g.n.e., zabilježeno je da je mitropolit Edesse, Issidoros sudjelovao na ekumenskom koncilu 692.
Nakon doseljavanja Slavena u ove krajeve VI-VIII st.n.e., ime Edessa se gubi a ostatci utvrde na brijegu(akropoli) prezvani su u Vodena. Grad je bio pod srpskom vlašću od 1340. (car Dušan), pao je pod otomansku vlast kad i ostala Makedonija oko 1390.
Od 1860. nadalje, grad je bio poprište velikih sukoba između grčke i bugarske crkve za utjecaj među vjernicima.
Nakon 500 godina provedenih pod otomanskom vlašću, Edessa Grčka vojske oslobodila 18. listopada, 1912. zaPrvog balkanskog rata). Od tog vremena Edessa postaje značajan industrijski centar(tekstilna industrija), jer su se brojni vodopadi počeli koristiti za pokretanje strojeva. 
Stanovnici Edesse su se naročito specijalizirali u proizvodnji svile, tako da su uživali relativno visok standard u međuratnom periodu  (1922. – 1940.).
To je i doba velike promjene etničkog karaktera ovog grada, jer su mnogi bivši stanovnici ovog kraja, osobito oni islamske vjeroispovjesti, ali i oni slavenske(Makedonci, Bugari) nasilno protjerivani (Grčko-Turska razmjena stanovništva) grčkim izbjeglicama iz Male Azije. U Edessi je bila brojna Vlaška zajednica, koja se danas gotovo izgubila.
Grad je proživio teške dane u vrijeme njemačke okupacije za vrijeme drugog svjetskog rata. Godine 1944. kao odmazdu za napad na svog vojnika, kojega su ubili pripadnici pokreta otpora, nacisti su zapalili Edessu. Pola grada je izgorilo, uključujući katedralu i mjesnu školu, a tisuće stanovnika ostalo je bez domova.
Za vrijeme Grčkog građanskog rata, Edessa je bila pod vlašću ELAS-a, i grčkih komunista. U ovom kraju je osobito bio snažan saveznik ELAS-a SNOF(kasnije samo NOF), koji je bio sastavljen većinom od makedonskih boraca. 
Tijekom 1946. jedanaest makedonskih partizanskih jedinica operiralo je na teritoriju Edesse. NOF je imao područni komitet u Edessi, ali grad je bio pod kontrolom desničarskih provladinih skupina.
Nakon poraza ELAS-a 1949., mnogi članovi i simpatizeri komunista su protjerani iz grada i njegove okolice. Dobar dio makedonskog stanovništva (osobito onaj koji je imao učešća u NOF-u) prebjegao je na teritorij Jugoslavije ili ostalih socijalističkih zemalja i ostao tako trajno bez domovine.
Nakon svih ovih ratnih zbivanja, Edessa više nije povratila svoj predratni industrijski položaj. Sve je to rezultiralo iseljavanjem stanovništva i stagnacijom grada. Danas se većina stanovnika Edesse bavi uslužnim djelatnostima (grad je turističko središte zbog obližnjih jezera i vodopada) ili radi u upravi.

## Stanovništvo
| Povijesno kretanje broja stanovnika |              |          |         |                     |          |         |
| (Statistički podatci 1913-2001)     |              |          |         |                     |          |         |
| Godina                              | Stanovništvo | Promjene | Gustoća | Stanovništvo okruga | Promjene | Gustoća |
| 1913.                               | 8.846        | -        | 227/km² | -                   | -        | -       |
| 1920.                               | 9.441        | +595     | 243/km² | -                   | -        | -       |
| 1928.                               | 13.115       | +3,674   | 337/km² | -                   | -        | -       |
| 1940.                               | 12.000       | -        | /km²    | -                   | -        | -       |
| 1951.                               | 14.940       | -        | 384/km² | -                   | -        | -       |
| 1961.                               | 15.534       | +594     | 399/km² | -                   | -        | -       |
| 1971.                               | 13.967       | -1,567   | 359/km² | -                   | -        | -       |
| 1981.                               | 16.642       | +2,675   | 428/km² | -                   | -        | -       |
| 1991.                               | 17.659       | +1,017   | 454/km² | 25.051              | -        | 78/km²  |
| 2001.                               | 18.253       | +594     | 469/km² | 25.619              | +568     | 80/km²  |

## Značajni građani
- Vangel Ajanovski - Oče (1909 - 1996) -  tajnik SNOF
- Marietta Chrousala (1983 - ) - manekenka i tv voditeljica

## Vanjske poveznice
- Službene stranice grada Edesse
- Službene stranice prefekture Pella, korisne informacije o Edessi
- Grčko ministarstvo kulture: Stara katedrala u Edessi  Arhivirana inačica izvorne stranice od 19. rujna 2009. (Wayback Machine)